# Thaleria evenkiensis
Thaleria evenkiensis Eskov & Marusik, 1992 è un ragno appartenente alla famiglia Linyphiidae.

## Distribuzione
La specie è stata reperita in Russia orientale

## Tassonomia
Al 2013 non sono note sottospecie e dal 1992 non sono stati esaminati nuovi esemplari.